# Zuid-Koreaanse hockeyploeg (vrouwen)
De Zuid-Koreaanse hockeyploeg voor vrouwen is de nationale ploeg die Zuid-Korea vertegenwoordigt tijdens interlands in het hockey. Het team debuteerde op het mondiaal podium in 1987 als opmaat voor het olympisch toernooi dat het jaar erop in eigen land zou worden gehouden. Het debuteerde op de Champions Trophy met een bronzen medaille. De periode rondom die Spelen was tot op heden de glorietijd van het Koreaanse vrouwenhockeyteam. In eigen huis werd zilver gewonnen. Een jaar later werd de Champions Trophy gewonnen en nog een jaar later werd brons op het wereldkampioenschap hockey behaald. Op de Spelen van 1992 werd de halve finale gehaald en weer vier jaar later, in Atlanta, de finale. Sindsdien is het Koreaanse team wat weggezakt. De resultaten op mondiaal niveau zitten sinds 2000 rond de 6e tot 10e plaats. Zuid-Korea werd in 1985, 1993 en 1999 Aziatisch kampioen.

## Erelijst Zuid-Koreaanse hockeyploeg
| Jaar | Champions Trophy      | Aziatisch kampioenschap | Olympische Spelen          | Wereldkampioenschap               | Hockey World League Hockey Pro League |
| ---- | --------------------- | ----------------------- | -------------------------- | --------------------------------- | ------------------------------------- |
| 1971 |                       |                         |                            | geen deelname IFWHA WK            |                                       |
| 1972 |                       |                         |                            | geen deelname                     |                                       |
| 1974 |                       |                         |                            | geen deelname                     |                                       |
| 1975 |                       |                         |                            | geen deelname IFWHA WK            |                                       |
| 1976 |                       |                         |                            | geen deelname                     |                                       |
| 1978 |                       |                         |                            | geen deelname                     |                                       |
| 1979 |                       |                         |                            | geen deelname IFWHA WK            |                                       |
| 1980 |                       |                         | geen deelname              |                                   |                                       |
| 1981 |                       | 5e AC 1981 Kyoto        |                            | geen deelname                     |                                       |
| 1983 |                       |                         |                            | geen deelname                     |                                       |
| 1984 |                       |                         | geen deelname              |                                   |                                       |
| 1985 |                       | AC 1985 Seoel           |                            |                                   |                                       |
| 1986 |                       |                         |                            | geen deelname                     |                                       |
| 1987 | CT 1987 Amstelveen    |                         |                            |                                   |                                       |
| 1988 |                       |                         | OS 1988 Seoel              |                                   |                                       |
| 1989 | CT 1989 Frankfurt     | AC 1989 Hongkong        |                            |                                   |                                       |
| 1990 |                       |                         |                            | WK 1990 Sydney                    |                                       |
| 1991 | 6e CT 1991 Berlijn    |                         |                            |                                   |                                       |
| 1992 |                       |                         | 4e OS 1992 Barcelona       |                                   |                                       |
| 1993 | 4e CT 1993 Amstelveen | AC 1993 Hiroshima       |                            |                                   |                                       |
| 1994 |                       |                         |                            | 5e WK 1994 Dublin                 |                                       |
| 1995 | CT 1995 Mar del Plata |                         |                            |                                   |                                       |
| 1996 |                       |                         | OS 1996 Atlanta            |                                   |                                       |
| 1997 | 4e CT 1997 Berlijn    |                         |                            |                                   |                                       |
| 1998 |                       |                         |                            | 5e WK 1998 Utrecht                |                                       |
| 1999 | 6e CT 1999 Brisbane   | AC 1999 New Delhi       |                            |                                   |                                       |
| 2000 | geen deelname         |                         | 9e OS 2000 Sydney          |                                   |                                       |
| 2001 | geen deelname         |                         |                            |                                   |                                       |
| 2002 | geen deelname         |                         |                            | 6e WK 2002 Perth                  |                                       |
| 2003 | 6e CT 2003 Sydney     |                         |                            |                                   |                                       |
| 2004 | geen deelname         | 4e AC 2004 New Delhi    | 7e OS 2004 Athene          |                                   |                                       |
| 2005 | 6e CT 2005 Canberra   |                         |                            |                                   |                                       |
| 2006 | geen deelname         |                         |                            | 9e WK 2006 Madrid                 |                                       |
| 2007 | geen deelname         | AC 2007 Hongkong        |                            |                                   |                                       |
| 2008 | geen deelname         |                         | 9e OS 2008 Peking          |                                   |                                       |
| 2009 | geen deelname         | AC 2009 Bangkok         |                            |                                   |                                       |
| 2010 | geen deelname         |                         |                            | 6e WK 2010 Rosario                |                                       |
| 2011 | 4e CT 2011 Amstelveen |                         |                            |                                   |                                       |
| 2012 | 7e CT 2012 Rosario    |                         | 8e OS 2012 Londen          |                                   |                                       |
| 2013 |                       | AC 2013 Ipoh            |                            |                                   | 8e HWL 2012-13                        |
| 2014 | geen deelname         |                         |                            | 7e WK 2014 Den Haag               |                                       |
| 2015 |                       |                         |                            |                                   | 8e HWL 2014-15                        |
| 2016 | geen deelname         |                         | 11e OS 2016 Rio de Janeiro |                                   |                                       |
| 2017 |                       | AC 2017 Kakamigahara    |                            |                                   | HWL 2016-17                           |
| 2018 | geen deelname         |                         |                            | 12e WK 2018 Londen                |                                       |
| 2019 |                       |                         |                            |                                   | geen deelname                         |
| 2021 |                       |                         | geen deelname              |                                   | geen deelname                         |
| 2022 |                       | AC 2022 Muscat          |                            | 13e WK 2022 / Amstelveen/Terrassa | geen deelname                         |
| 2023 |                       |                         |                            |                                   | geen deelname                         |
| 2024 |                       |                         | geen deelname              |                                   | geen deelname                         |
| 2025 |                       |                         |                            |                                   | geen deelname                         |